# Centre residencial d'acció educativa

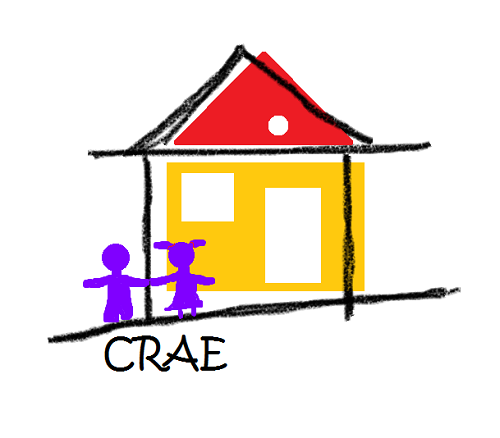
Dibuix d'un CRAE

El CRAE, acrònim de Centre Residencial d'Acció Educativa, és una institució destinada a infants i adolescents de 0 a 18 anys desemparats. En aquest centre se'ls/les acull, es vetlla per la seva protecció i educació i se'ls ofereix un lloc on viure. El seu objectiu és donar una solució a situacions i necessitats educatives i d'auxili per les quals es necessita una especialització tècnica en la seva protecció i educació alternativa a la seva família de procedència. Entre les seves funcions destaquen la guarda, l'educació, la coexistència, l'hostalatge, la nutrició, el repòs, l'oci, la neteja, la cura psicològica, l'espai comunitari i la didàctica dels infants i adolescents.A Catalunya, un CRAE pot ser una entitat d'iniciativa social concertada o de titularitat pròpia de la Generalitat de Catalunya. Segons les dades publicades a l'IDESCAT l'any 2016, a Catalunya hi havia 97 Centres Residencials d'Acció Educativa i un total de 1.845 places.

## Els infants i adolescents desemparats
Un infant o adolescent es considera desemparat en cas que:
- La persona a qui legalment li correspon exercir les funcions de guarda, no pugui exercir-les o la manera en què les exerceixi suposi un perill greu per a l'infant o adolescent.
- No es compleixin o s'exerceixin de manera incorrecta els deures de protecció establerts per les lleis per a la guarda dels infants i adolescents.
- Manquin elements bàsics per al desenvolupament de la personalitat de l'infant o adolescent.
- S'observin signes de maltractaments (físics o psíquics), d'explotació, d'abusos sexuals o d'altres tipus en l'infant o adolescent.[4]

### Qui declara la situació de desemparament?
La DGAIA (Direcció General d'Atenció a la Infància i l'Adolescència) és l'organisme que fa una resolució motivada davant una situació de desemparament. Posteriorment, es notifica a les parts afectades i al Ministeri Fiscal amb l'objectiu de garantir els drets dels afectats.

### Tutela i guarda protectora
Les responsabilitats de tutela (autoritat que té cura de l'infant o adolescent) i guarda (obligació de vetllar d'un infant o adolescent, fer-li companyia, alimentar-lo, educar-lo i intentar proporcionar-li una formació integral) recauen sobre el pare, la mare o el tutor legal.
La DGAIA és l'organisme competent que assumeix de manera automàtica la tutela d'un infant o adolescent quan aquest és declarat en situació de desemparament. Per tant, durant el temps que s'apliqui la mesura de protecció que es decideixi, es suspendrà la potestat de pare, mare o tutor de l'infant o adolescent.
L'entitat pública només exercirà la guarda en cas que el desemparament sigui causat per una força major de caràcter transitori, de manera que la tutela continuaria sent de la persona que l'havia exercit fins llavors (pare, mare o persona tutora ordinària).

### Mesures de protecció
Quan es declara una situació de desemparament la DGAIA pot aplicar diferents mesures de protecció intentant prioritzar l'interès de l'infant o adolescent. Aquestes són:
- Mantenir-lo al nucli familiar sense mesura.
- Prestar atenció a la mateixa família.
- Dur a terme un acolliment familiar simple en família extensa o aliena.
- Fer un acolliment preadoptiu.
- Realitzar un acolliment simple en una institució.[4]

### Augment del nombre de menors estrangers no acompanyats
L'increment de MENA (Menors Estrangers No Acompanyats) a Europa es mostra com un nou repte per als serveis socials que els acullen. Actualment, la resposta institucional local vers aquest fet proporciona respostes variades i això provoca una major fragilitat dels infants i adolescents. Cal una única resposta, ja que així no hi hauria confusió i s'evitaria el risc a cometre actes il·legals.
Molts d'ells/es tenen un nivell d'educació més baix respecte altres estudiants (molts d'ells/es ni tan sols van a l'escola, sinó que fan cursets en altres associacions), dificultats per trobar feina i problemes legals al país d'acollida quan es fan adults/es.
Una bona opció per millorar la situació d'aquests/es joves seria establir una clàusula que obligués a informar i escoltar els infants i adolescents abans de realitzar un protocol i establir una figura representant. És imprescindible que hi hagi una concordança de la legislació europea sobre la seguretat internacional dels menors estrangers no acompanyats.
És essencial millorar el sistema de suport per tal que afavoreixi la seva educació, salut i benestar.
El 2019 s'espera l'arribada de 5.526 MENA a Catalunya, una xifra que pràcticament dobla la de l'any anterior amb 3.700 nouvinguts. Per aquest motiu, s'ha creat una estratègia que busca preparar aquests/es joves per la seva emancipació, de manera que aposta pels pisos tutelats i els proporciona recursos per crear el seu propi projecte "itinerari". L'1 de gener de 2019 el 35,1% d'infants i adolescents tutelats que tenia la DGAIA eren MENA, un total de 3.450 al sistema de protecció. Així doncs, el Departament de Treball, Afers Socials i Famílies de la Generalitat de Catalunya ha creat una estratègia per a l'acollida i la inclusió dels infants i joves emigrats sols amb l'objectiu que puguin crear el seu projecte vital des d'una perspectiva comunitària i exercir la plena ciutadania.

### Circumstàncies en què es troben en el futur
- Aquells nens/es que hagin patit maltractament físic durant la primera infància, tenen major risc de consumir substàncies com drogues o begudes alcohòliques durant l'adolescència, ja que la relació entre els pares i els/les fills/es és molt important per prevenir l'ús de substàncies.[9]
- Alguns nens/es i adolescents busquen mantenir el contacte amb alguns membres de la família i aquest es manté al llarg dels anys.[10]
- Tenen risc a patir major malestar social, tenen més por a ser jutjats/des pels altres i un caràcter més inestable.[11]
- Millor capacitat adaptativa i control de l'estrès durant l'adolescència.[12]

## EAIA
Els EAIA (Equips d'Atenció a la Infància i l'Adolescència) són equips que reben els casos de situacions de desemparament o en risc d'estar-hi que han detectat prèviament els serveis socials bàsics, les instàncies judicials o policials o la DGAIA (Direcció General d'Atenció a la Infància i l'Adolescència). Estan formats per professionals de la psicologia, la pedagogia, l'assistència social i l'educació social que s'encarreguen de fer el diagnòstic, valorar la situació en què es troben els infants i el seu entorn sociofamiliar, i elaborar plans de millora per l'infant i els membres de la seva família. Posteriorment, n'han de fer el seguiment i el tractament quan ja s'han començat a aplicar les mesures proposades.
La coordinació de tots els equips i serveis del territori que intervenen en l'atenció als infants en situació de desemparament és responsabilitat seva, juntament amb l'assessorament als serveis socials bàsics d'atenció social.

### Procediment d'ingrés al CRAE
Per ingressar a un CRAE, l'EAIA (Equip d'Atenció a la Infància i l'Adolescència) valora les circumstàncies en què es troba l'infant o adolescent amb la família i hi intervé fent propostes per tal de millorar la situació. Si es considera que el millor per aquest/a és la separació de la família de manera transitòria, s'intenta que sigui acollit per algun familiar. En cas que no sigui possible, s'ingressa l'infant o adolescent al CRAE en mesura d'acollida i la Generalitat assumeix la seva tutela, de manera que és qui s'encarrega que rebi l'educació i l'atenció necessàries. En aquest cas, l'EAIA és qui donarà suport psicosocial a la seva família.
D'acord amb l'article 232 del Codi Civil, el Ministeri Fiscal és qui s'encarrega de vigilar la tutela en tot moment.

## La vida al CRAE

### El projecte d'acció tutorial als CRAE
L'objectiu dels projectes d'acció tutorial que es realitzen en aquests centres és el d'incorporar l'infant o adolescent a la societat, tal com es mostra a la Llei 37/91 de Protecció de Menors. Aquest objectiu reflecteix l'educació com una síntesi de socialització, sociabilitat i autonomia. El que es busca és treballar per la promoció, la circulació i l'autonomia social dels subjectes perquè aquests arribin a ser subjectes socials, de drets i responsabilitats.
El/la tutor/a és una persona que es fa càrrec d'una altra (en aquest cas, l'educand) amb la finalitat d'orientar-la, guiar-la, supervisar-la i relacionar-se amb les altres persones que tenen contacte amb l'educand.
La tutoria no es pot entendre com una tècnica, sinó com un projecte d'intervenció que respecta el PEC (Producte Educatiu de Centre). Els elements metodològics que intervenen en la tutoria són: la història social i relacional de l'infant o adolescent, el protocol d'observació, l'entrevista inicial, el projecte educatiu individual, el vincle entre el/la professor/a i l'infant o adolescent i l'espai tutorial.

### Problemes en l'alimentació
Els infants i adolescents que viuen fora de casa acostumen a tenir un estil d'aferrament insegur i manca de regulació emocional. Això els/les fa ser dèbils i provoca que molts d'ells pateixin trastorns de la conducta alimentària.
El 38% dels infants i adolescents tutelats tenen problemes alimentaris detectats clínicament. Els/les cuidadors/es afirmen que les conductes varien segons les experiències de falta d'aliments que hagin patit i la manca d'aliments saludables abans d'entrar al CRAE.
Cal aprofitar l'esforç que molts d'ells/es fan per tal d'establir relacions d'aferrament i regular millor les emocions. Si es fa així, es crearà un nou vincle i confiança mútua que facilitarà les oportunitats per ensenyar-los uns bons hàbits alimentaris.

### Relació amb els familiars durant l'estada al CRAE

#### Visites i comunicació amb els familiars
El Tribunal Constitucional, a la sentència del 22 de desembre de 2008, va determinar segons l'article 94 del Codi Civil que el/la progenitor/a pot visitar el/la fill/a al CRAE, tot i no tenir la seva custòdia, però únicament el temps, la manera i el lloc que estableixi el/la jutge/essa. Judicialment, no pot tenir cap limitació ni suspensió de les visites, excepte en circumstàncies i casos específics. Així ho estableix també la Convenció sobre els drets de l'infant, aprovada per l'Assemblea General de les Nacions Unides el 20 de novembre de 1989, la Carta europea pels drets del nen, aprovada pel Parlament Europeu en resolució el 18 de juliol 1992, i la Carta dels Drets Fonamentals de la Unió Europea.
D'acord amb l'article 2 de LOPJM (Llei Orgànica de la Protecció Jurídica del Menor), "tot menor té el dret que el seu interès sigui valorat i considerat com a primordial en totes les accions i decisions que el concerneixin, tant en l'àmbit públic com privat. En l'aplicació d'aquesta llei i altres normes que l'afectin, així com en les mesures concernents als infants i adolescents que adoptin les institucions, públiques o privades, els Tribunals, o els òrgans legislatius primarà l'interès superior dels mateixos en qualsevol altre interès legítim que pugui concórrer". De la mateixa manera, el Codi Civil de Catalunya, a l'article 233-8.3 estableix que "l'autoritat judicial, en el moment de decidir sobre les responsabilitats parentals dels progenitors, ha d'atendre de manera prioritària l'interès de l'infant o adolescent".
El benefici d'aquestes visites és bidireccional, ja que millora la personalitat afectiva d'ambdós. Es vetlla per l'interès de l'infant o adolescent i de totes aquelles persones que es puguin veure afectades. També s'han d'afavorir les relacions entre germans i entre avis/es i nets/es, les quals no poden incomplir les resolucions judicials.
En cas que algun dels progenitors es trobi en un centre penitenciari, l'Administració haurà de facilitar el trasllat del fill acompanyat a aquest centre. S'haurà de realitzar fora d'horari escolar i en un entorn adequat per a l'infant o adolescent.

#### Limitació o suspensió de les visites dels familiars
Només es duu a terme a través d'una resolució judicial fundada en casos molt excepcionals per tal de garantir la integritat física i psicològica i protecció dels infants o adolescents, basant-se en els articles 94, 160 i 161 del Codi Civil.
El/la director/a del CRAE serà qui s'encarregarà de notificar a les entitats públiques en cas que les visites familiars tinguin efectes nocius sobre l'infant o adolescent.
D'acord amb la Llei d'Enjudiciament Civil, qualsevol dels/les afectats/des i el Ministeri Fiscal es poden oposar a les resolucions administratives.

### La salut mental dels infants i adolescents que estan en un CRAE
Hi ha un alt nivell de problemàtica psicològica entre els/les joves tutelats/des a conseqüència de les situacions que han patit amb la seva família biològica. Molts d'ells/es pateixen problemes de salut mental, major risc de problemes psicològics i físics quan surten de la institució i conseqüències a llarg termini.
Així doncs, necessiten ajuda durant el procés de separació de les seves famílies biològiques, durant l'estada al CRAE i en el seu pas a l'adultesa.

### Estudi de l'Institut de Recerca de Qualitat de vida de la Universitat de Girona
Segons un estudi de l'Institut de Recerca de Qualitat de Vida de la Universitat de Girona, consistent en un estudi longitudinal de 5 anys basat en l'anàlisi de l'assistència a classe, el comportament, els resultats acadèmics i l'orientació per l'educació postobligatòria d'infants tutelats d'entre 11 i 16 anys, els infants tutelats mostren pitjors itineraris i resultats formatius respecte a la població general i els més perjudicats són els que estan acollits en un centre residencial.
La meitat dels/les adolescents ingressats en un CRAE no obtenen el títol de l'ESO. Es considera que el problema prové del fet de quedar exclosos/es del sistema, el que posteriorment pot suposar problemes socials i d'integració al món laboral.
Així doncs, es proposa la implementació de programes que millorin el nivell educatiu dels infants tutelats basats en aquelles intervencions i l'ús de bones pràctiques que estigui comprovat científicament que funcionen.

### La inserció laboral en arribar a la majoria d'edat
La situació laboral és important per fomentar la integració social. En general, les persones que han estat en algun CRAE tenen dificultats per trobar feina a jornada completa quan marxen del centre amb 18 anys, tot i que aquells/es que han treballat a mitja jornada mentre estaven al centre tenen més facilitats de trobar una feina estable. Les persones que deixen l'atenció s'enfronten a diversos reptes potencials a mesura que van fent la transició de la vida a l'atenció.
Han d'afrontar amenaces a la inclusió social que deriven de la seva trajectòria vital abans, durant i després de l'atenció. Entre aquestes dificultats hi ha la dependència excessiva, situacions estressants i turbulentes i una identitat personal sovint dominada de manera restrictiva per les vivències viscudes. Existeix cert estigma i segregació vinculats a percepcions socials negatives que es tenen de les persones extutelades.

## CREI
Els CREI (Centres Residencials d'Educació Intensiva) són un servei residencial d'acolliment d'estada limitada dirigit a adolescents i joves, de 12 a 18 anys, tutelats per la Generalitat de Catalunya que tenen alteracions conductuals que necessiten ser treballades per un especialista per tal d'assolir la seva cura i atenció.
Les seves funcions principals són:
- Aplicar mesures educatives i d'inserció social, laboral i familiar.
- Treballar conjuntament amb els serveis socials bàsics, els equips professionals d'altres sistemes de benestar social, les entitats associatives i les que actuen en l'àmbit dels serveis socials especialitzats.
- Proporcionar tota la cobertura inherent a l'exercici de la guarda i l'educació als/les adolescents i joves atesos.
- Realitzar altres funcions establertes per l'ordenament jurídic vigent.[21]

### Projecte CREI
Consisteix en la creació de xarxes per a immigrants. Es va realitzar una conferència a la Universitat Roma Tre per tal d'explicar-ho, aquesta va centrar en la polèmica científica sobre la valoració dels efectes de les polítiques d'integració per als joves expatriats i els resultats d'un curs de preparació pels operaris del catorzè ajuntament sobre les activitats i serveis oferts en tres entorns específics: orientació educativa i professional, integració social i tutela.

## Sistemes de protecció dels infants i adolescents a la Unió Europea

### Presència d'una llei de protecció dels infants
En alguns països de la Unió Europea existeixen lleis que asseguren el respecte i la protecció als drets dels infants, d'acord amb els principis de la UNCRC (United Nations Convention on the Rights of the Child). En alguns la llei varia segons la regió del país, com seria el cas de les diferents comunitats autònomes d'Espanya, els estats federals de Bèlgica o Anglaterra, Escòcia, Gal·les i Irlanda del Nord al Regne Unit.
Els països que tenen una llei nacional de protecció i/o establiment dels drets dels infants són Àustria, Bulgària, República Txeca, Alemanya, Estònia, Finlàndia, França, Hongria, Irlanda, Lituània, Letònia, Malta, Països Baixos, Romania, Suècia i Eslovàquia.

### Postura de la política nacional
Molts estats encara no tenen una política nacional integral sobre els drets de l'infant ni de la protecció d'aquests. Tot i això, a la majoria dels estats hi ha diversos escrits normatius i legislatius que engloben situacions particulars.
Àustria, Bulgària, República Txeca, Estònia, Espanya, Finlàndia, França, Croàcia, Irlanda, Lituània, Letònia, Països Baixos, Romania, Suècia, Eslovènia i Eslovàquia tenen una política específica o estratègia per la protecció infantil.

### Responsabilitats descentralitzades sobre la protecció infantil
A la majoria d'estats europeus les responsabilitats de protecció infantil es distribueixen entre diferents ministeris (normalment de benestar o afers socials, justícia i educació) i autoritats nacionals, regionals i locals.
A excepció de Xipre, Irlanda, Luxemburg i Malta, les responsabilitats de protecció infantil queden descentralitzades en nivells variables:
- Àustria, Croàcia i França responsabilitzen a les autoritats regionals o provincials.
- Bèlgica, Dinamarca, Estònia, Finlàndia, Alemanya, Letònia, Lituània, Portugal, Eslovènia, Espanya, Suècia, Països Baixos i el Regne Unit responsabilitzem les autoritats locals o municipals. En el cas de Bèlgica, Alemanya, Espanya i Regne Unit també s'adequa segons l'estat federal, la comunitat autònoma o la regió delimitada, però la responsabilitat principal recau en les autoritats municipals.
- A Bulgària, República Txeca, Grècia, Hongria, Itàlia, Polònia, Romania i Eslovàquia comparteixen les responsabilitats les autoritats regionals i locals.[25]

### Autoritat central per la coordinació nacional
El ministeri que té la responsabilitat de protegir els infants s'encarrega de coordinar i supervisar la tasca que les estructures administratives subordinades realitzen diàriament.
L'organització pot variar segons el país:
- A Xipre, República Txeca, Estònia, Finlàndia, França, Hongria, Irlanda, Itàlia, Eslovènia i Espanya el ministeri encarregat principalment de la protecció dels infants, ha creat un departament dins d'aquest ministeri que s'encarrega d'aquestes responsabilitats i supervisa que es duguin a terme correctament.

- A Bèlgica, Bulgària, Croàcia, Dinamarca, Alemanya, Letònia, Lituània, Malta, Països Baixos, Portugal, Romania, Eslovàquia i Suècia hi ha una autoritat a banda que s'encarrega de coordinar i supervisar la implantació de la legislació i política nacional.

- Al Regne Unit no existeix una coordinació en l'àmbit nacional, sinó que són departaments especialitzats dins del ministeri de cada regió qui se n'encarrega.[26]

### Serveis encarregats de la protecció dels infants
El govern és l'encarregat de desenvolupar serveis públics encarregats de prevenir tota forma de violència contra els infants i de protegir, rehabilitar i reintegrar socialment les víctimes.
A la majoria d'estats europeus hi ha organitzacions públiques i/o privades que ofereixen serveis de protecció dels infants. Moltes d'aquestes ofereixen serveis d'acollida.

### Recursos econòmics i distribució del pressupost
En els sistemes descentralitzats, el pressupost nacional, regional i local financen la protecció dels infants i el suport familiar a través de diferents aspectes com podrien ser l'educació, el benestar social, prestacions, salut, justícia o llars d'infants. No hi ha cap normativa sobre la quantitat de pressupost que les autoritats locals han de destinar a la protecció infantil.
A Bèlgica, Dinamarca, França, Letònia, Països Baixos, Eslovàquia, Espanya i Suècia hi ha una part del pressupost anual estatal destinat específicament a la protecció infantil.
D'altra banda, hi ha països en què no hi ha un pressupost específic destinat a la protecció infantil però hi ha ítems d'altres aspectes relacionats amb aquesta (com ara República Txeca, Alemanya o Polònia) o s'inclou en el pressupost destinat a la política social o al benestar social (com ara Finlàndia, França, Hongria, Lituània o Romania).

### Tràmits de certificació i acreditació per professionals
És indispensable tenir un bon nombre de professionals que puguin assegurar la protecció i el respecte dels drets dels infants. Els requisits que han de complir els/les treballadors/es s'especifiquen a la legislació i el reglament i poden influir en la qualitat del sistema.
Els requisits per treballar en protecció infantil varien en funció dels països:
- A Bèlgica Estònia, Alemanya, Grècia, Luxemburg, Malta, Romania, Espanya i Suècia cal un títol en treball social però no unes hores de pràctica.
- A França, Irlanda, Lituània, Polònia i Regne Unit s'exigeix un títol en treball social i un mínim d'hores de pràctica, les quals poden variar d'un a tres anys.
- A República Txeca, Hongria, Letònia, Eslovàquia i Eslovènia no cal cap títol ni acreditació per exercir de treballador social, tot i que sí que se'n necessita per algunes feines en concret.[29]

### Revisió de famílies d'acollida i personal d'atenció residencial
Cal assegurar-se que les famílies acollidores i els/les treballadors/es de centres residencials no han realitzat cap acte criminal, la qual cosa suposaria un perill pel benestar i la seguretat dels/les nens/es.
En tots els països hi ha uns criteris inicials de selecció de les famílies acollidores i en alguns, com ara Bèlgica, França, Alemanya, Irlanda, Països Baixos, Romania i Regne Unit, es supervisen periòdicament que segueixin complint aquestes condicions.
Quant als treballadors/es dels centres residencials, a Bèlgica, Bulgària, Alemanya, Irlanda, Itàlia, Letònia, Romania i Regne Unit es revisa regularment que els/les treballadors/es superin aquests requisits mínims.

### Obligació legal dels professionals de denunciar casos d'abús, negligència i violència infantil
A la majoria de països europeus, és obligatori que aquells/es professionals que treballen amb nens/es comuniquin si tenen algun indici d'alguna situació en què es pugui posar en risc la protecció de l'infant o adolescent.
Aquesta normativa varia segons el país:
- A Bulgària, Croàcia, Dinamarca, Estònia, França, Hongria, Irlanda, Lituània, Luxemburg, Malta, Polònia, Romania, Eslovènia, Espanya, Suècia i Regne Unit és obligatori denunciar aquesta situació per qualsevol professional.

- A Àustria, Bèlgica, Xipre, República Txeca, Grècia, Finlàndia, Itàlia, Letònia, Portugal i Eslovàquia és obligatori pels/les treballadors/es socials i els/les mestres.

- A Alemanya i Països Baixos no hi ha cap obligació de denúncia.[31]

### Responsabilitats específiques pels civils encarregats de denunciar casos d'abús, negligència i violència infantil
A Bulgària, Croàcia, Xipre, República Txeca, Dinamarca, Estònia, Finlàndia, Irlanda, Itàlia, Letònia, Lituània, Portugal, Eslovàquia, Eslovènia i Suècia hi ha l'obligació per tots els ciutadans de denunciar qualsevol cas d'abús, negligència o violència infantil, de manera que els sistemes de protecció de menors se n'encarreguen a partir d'aquest tràmit.
En altres països, hi ha l'obligació general de denunciar qualsevol acte criminal que vagi en contra de la llei.

### El dret de l'infant de presentar queixes
Els/les nens/es que es troben sota la intervenció institucional són vulnerables a l'abús i negligència. Les institucions han d'informar-los dels seus drets, fins i tot del de queixar-se sobre el personal del seu centre residencial o família d'acollida.
A Bèlgica, Bulgària, República Txeca, Dinamarca, Alemanya, Hongria, Irlanda, Països Baixos, Portugal, Romania i Regne Unit hi ha un protocol determinat sobre el dret dels infants a presentar queixes del personal del seu centre residencial o família d'acollida.

### Mecanismes de queixa a les institucions
Totes les institucions que es dediquen a cuidar infants haurien d'establir mecanismes de queixa consistents en processos d'informes accessibles, confidencials i amables, com ara línies telefòniques o pàgines web.
En la majoria de països europeus aquests mecanismes no existeixen, únicament a Bèlgica, Bulgària, República Txeca, Alemanya, Hongria, Països Baixos, Romania, Suècia i Regne Unit, tot i que sovint aquests trenquen la confidencialitat.

### Valoració multidisciplinària dels casos de protecció infantil
Cal tenir en compte l'opinió de la família i de l'infant, així com avaluar de manera multidisciplinària les seves necessitats a curt i llarg termini.
A Finlàndia, Grècia, Letònia, Països Baixos, Eslovàquia i Regne Unit no hi ha protocols establerts per avaluar de manera multidisciplinària els casos de protecció infantil. Tots els altres països membres de la Unió Europea tenen protocols, però tan sols a Àustria, Croàcia, República Txeca, Dinamarca, Hongria, Lituània i Romania aquests tenen valor reglamentari.

### Requisits d'edat per ser escoltats en la presa de decisions
A la majoria de països de la Unió Europea en què hi ha requisits d'edat per poder prendre decisions és de 12 anys, en el cas dels/les menors de 12 anys, són les autoritats qui s'encarreguen de prendre les decisions per ells/es.
A Bèlgica, Bulgària, República Txeca, Estònia, Finlàndia, Alemanya, Itàlia, Països Baixos, Polònia, Portugal i Romania existeixen requisits d'edat, de manera que les autoritats tenen l'obligació d'escoltar l'opinió dels infants que es troben per sobre d'aquesta edat.

### Supervisió del sistema nacional de protecció infantil
En tots els estats membres de la Unió Europea hi ha organismes dins del mateix ministeri que s'encarreguen de l'avaluació d'aquests sistemes i de comprovar que respecten els drets humans. Tot i això, en pocs d'ells es realitza un control extern.

### Supervisió independent per les institucions nacionals de drets humans
Les institucions nacionals de drets humans s'encarreguen de comprovar que es respecten els drets dels infants i les lleis i polítiques de protecció infantil. En molts països europeus, aquestes institucions són l'únic organisme independent encarregat de revisar això.

### Estàndards en la intervenció tutelar
Les normatives d'intervenció tutelar estan establertes a la llei de cada país. En alguns estats hi ha un nombre màxim d'infants per família d'acollida, el qual varia de dos a vuit segons el lloc. Hi ha països com Alemanya o Romania en què no hi ha una limitació d'infants i es decideix cas per cas.

### Estàndards en la intervenció residencial
La llei de la major part dels països europeus estableix les obligacions que tenen els serveis i les institucions que vetllen per la protecció infantil. Hi ha normatives organitzatives, de recursos humans (nombre de treballadors/es i qualificació necessària), de condicions de vida (permisos i seguretat), del nombre d'infants acomodats i de pràctiques i polítiques operacionals.
A vegades, poden variar segons l'estat, comunitat o regió del país, com seria el cas d'Àustria, Bèlgica, Alemanya i Espanya. Hi ha altres països com la República Txeca o Itàlia on la normativa pot variar en funció de la institució i altres com Grècia o Eslovàquia en què no existeix cap normativa concreta.

### Valoració de l'impacte sobre els drets de l'infant
Qualsevol llei, política o pressupost pot influir sobre els drets de l'infant. L'autoritat nacional, regional o local s'ha d'encarregar de valorar aquest possible impacte i desenvolupar polítiques i lleis que el redueixin.
Àustria, Bèlgica, Finlàndia, Itàlia, Suècia i Regne Unit tenen procediments que valoren l'impacte en els drets dels infants de les diferents polítiques, lleis o decisions administratives que s'aproven. En altres països com ara Croàcia, Dinamarca, Estònia, França, Alemanya, Letònia, Eslovàquia, Eslovènia i Romania es supervisa l'impacte social i els drets humans.

### Consulta directa als infants
A més de la mediació amb organitzacions no governamentals i institucions pels drets humans, és important la participació dels infants en la valoració d'allò que els afecta.
La valoració de l'impacte de les lleis i polítiques amb els infants i les famílies directament es duu a terme a Àustria, Dinamarca, Estònia, Finlàndia, Luxemburg, Malta, Països Baixos, Suècia i Regne Unit. En canvi, a Bèlgica, Bulgària, Croàcia, Letònia i Lituània es consulta a través d'associacions que representen els infants o les famílies.

### Sistemes de protecció infantil
Els sistemes de protecció infantil treballen per prevenir l'abús, l'explotació, la negligència i altres formes de violència contra els infants i protegir i assistir aquells/es que es troben en aquesta situació, d'acord amb l'article 19 de la Convenció de Drets de l'Infant de les Nacions Unides: "El dret de l'infant a alliberar-se de tota forma de violència".
UNICEF (Fons de Nacions Unides per a la Infància) defineix el sistema de protecció infantil com: "l'establiment de lleis, polítiques, regulacions i serveis necessaris entorn a tots els sectors socials (especialment benestar, educació, salut, seguretat i justícia) per promoure la prevenció i donar resposta als riscos de protecció. Aquests sistemes són part de la protecció oficial i s'estenen més enllà d'aquesta [...]. Les responsabilitats sovint s'estenen sobre les accions governamentals, amb serveis distribuïts entre les autoritats locals, operadors externs a l'estat i grups comunitaris coordinant-se entre sectors i nivells, incloent-hi sistemes referents, un component necessari de sistemes de protecció infantil efectius."
És obligatori que tots els estats de la Unió Europea protegeixin els infants de tota forma de violència. Així doncs, tots ells han de prendre mesures legislatives, administratives, socials i educatives per protegir-los.

### Acolliment per part de família extensa o família d'acollida
En cas la protecció d'un infant o adolescent estigui en risc i s'hagi de retirar la custòdia dels seus pares, el primer que es fa és mirar si hi ha família extensa que se'n pugui fer càrrec i, en cas que no sigui així, es mira de buscar una família d'acollida o adoptiva i, si no és possible, un centre que se'n pugui fer càrrec.
El principal objectiu és vetllar pel seu benestar, el desenvolupament de la conducta, salut mental i estabilitat i, per això, en alguns casos es proporciona suport terapèutic per part de l'estat.
En la major part de països hi ha un major control, més serveis i més ajudes econòmiques per les famílies d'acollida que si es fa càrrec de l'infant o adolescent algun membre de la família extensa.

## Alternatives a la protecció institucional a Europa

### Plantejament de posar fi a l'atenció institucional
Davant la situació d'immigració i refugiats que arriben a les costes d'Europa, molts/es d'ells/es MENA, el nombre d'infants als centres residencials té tendència a augmentar.
Algunes campanyes com Opening Doors for Europe's Children, situen la fi de l'atenció institucional a l'agenda de la política europea. Propicien altres sistemes de protecció de l'infant, com el de suport a les famílies o les famílies d'acollida. En molts casos, aquests procediments alternatius en l'àmbit nacional s'han detingut a conseqüència de la manca de recursos i de la competència entre prioritats.
Diferents governs europeus s'han compromès a garantir que els infants menors de tres anys no siguin ingressats als centres d'intervenció residencial, ja que aquests són els més indefensos/es.

### Sistemes alternatius a la intervenció institucional
L'atenció institucional no pot proporcionar la mateixa protecció dels drets dels/les nens/es ni l'atenció personalitzada i l'amor que una família. Molts dels/les nens/es que hi ingressen ho fan per problemes relacionats amb la pobresa, l'origen ètnic o la nacionalitat, entre d'altres.
És important tenir en compte l'opinió dels infants i deixar-los/les participar en aquelles decisions que tindran una influència important en les seves vides.
Per això, campanyes com Opening Doors for Europe's Children reclamen que els governs se centrin en la prevenció, una intervenció institucional alternativa de qualitat i desenvolupin alternatives a les institucions de qualitat.

#### Prevenció
Establir serveis a la comunitat local per tal de prevenir la separació dels infants de les seves famílies.

#### Intervenció institucional alternativa de qualitat
Crear un sistema que permeti satisfer les necessitats de l'infant i assegurar un entorn segur i proper a les necessitats individualitzades del nen/a. Un exemple podria ser l'acolliment familiar, tant en família extensa com en famílies d'acollida.

#### Intervenció institucional quan surten del sistema
Quan algun infant o adolescent surt del sistema, cal vetllar per la reintegració amb els seus pares. En cas que no sigui possible, cal considerar altres opcions com l'adopció o viure sols (en cas que siguin prou grans).

### Motius polèmics

#### Risc de violència i abús
Molts infants pateixen situacions de maltractament físic i/o psicològic al centre. A més, els/les seus/es treballadors/es, no els poden proporcionar tot l'amor i l'atenció individualitzada que necessiten.

#### No ser orfes
Més del 80% dels infants que viuen en centres residencials tenen algun progenitor viu. Molts/es familiars perden la custòdia dels/les fills/es pel fet de trobar-se en una situació de pobresa i tenir dificultats per accedir a la salut, educació, rehabilitació o altres serveis bàsics que es consideren indispensables per poder responsabilitzar-se d'un infant o adolescent.
Els serveis s'han d'encarregar de considerar totes les possibilitats per tal que els infants i adolescents puguin viure amb les seves famílies. L'acolliment residencial hauria de considerar-se com a última opció.

#### Segregació social
Els infants que resideixen en institucions viuen separats i apartats de les seves famílies i el seu entorn, això els priva d'una vida aparentment normal i socialment inclusiva. El mateix succeeix amb aquells MENA que són enviats a centres d'acollida de detenció o camps de refugiats durant llargs períodes.

#### Institucionalització d'infants discapacitats
Els infants que pateixen alguna discapacitat tenen gairebé 17 vegades més de probabilitats de ser institucionalitzats/des que qualsevol altre/a. Aquest risc, produït principalment a l'Europa oriental i l'Àsia central, es veu accentuat per la falta de suport a les famílies i l'absència d'una educació inclusiva a l'àrea local.

#### Conseqüències a la vida adulta
Aquestes institucions produeixen uns resultats deficients pels/les nens/es i tenen conseqüències negatives a llarg termini en l'edat adulta. Infants que han estat en aquestes institucions, tenen dificultats per integrar-se a la societat, ja que tenen mancances en el seu desenvolupament social i emocional que es veuen reflectides en l'atur, el comportament antisocial i la manca d'habilitats en la criança.

### El sistema de famílies d'acollida a Irlanda
Un dels països pioners en famílies d'acollida per als infants i adolescents desemparats és Irlanda. El 92% troben una família que els pugui acollir i es supervisa la seva tasca anualment. El fet d'estar en famílies permet que els infants i adolescents se sentin cuidats i estimats, ja que estan amb algú que ha triat tenir-los/les a casa. No només s'encarreguen de cobrir les seves necessitats, sinó que també els/les ajuden a tenir un bon futur professional.
Tot i això, encara hi ha aspectes a millorar com la por que molts/es d'ells/es pateixen a ser exclosos/es socialment o a sentir-se inferiors, la manca de relació posterior tant amb la família d'acollida com amb la família biològica, la manca d'informació sobre la vida dels fill/es per part de la família biològica, l'ajuda addicional que necessiten alguns d'ells/es i algunes desigualtats que es produeixen amb altres infants i adolescents de la mateixa edat.